# マルティン・ベルナト
マルティン・ベルナト（Martín Bernat、活動期間は 1450年から1505年の間）は、スペインの画家である。アラゴン王国のサラゴサで活動した。サラゴサやバルセロナで活躍した画家のバルトロメ・ベルメホ（c.1440-c.1500)らと協力し、教会の祭壇画などを描いた。

## 略歴
1430年ころの生まれであるとされるが、生地や生年については知られていない。同名の画家の父親の息子であったとされる。1477年ころの記録にブルゴス県のサント・ドミンゴ・デ・シロス（Santo Domingo de Silos）の祭壇画の契約に関する文書には、ベルナトがバルトロメ・ベルメホが未完で残した祭壇画を2年以内に完成させると約束したことやサラゴサの市民であったことが記録されている。1479年から1484年の間に、ベルメホとサント・ドミンゴ・デ・シロス修道院の多翼祭壇画の修復などで働いた。
1500年にペドロ・ディアスと協力して、1500年にサラゴサのピラト教会の祭壇画を制作しました。[4][2]
多くの注文に関する文書が残されていてベルナトが人気のある画家になり、工房を維持できたこは、アラゴン地方の数多くの祭壇画にベルナトの影響を見ることができるとされるが、ベルナトの作品ということが文書に残されている作品は少ない。

## 作品

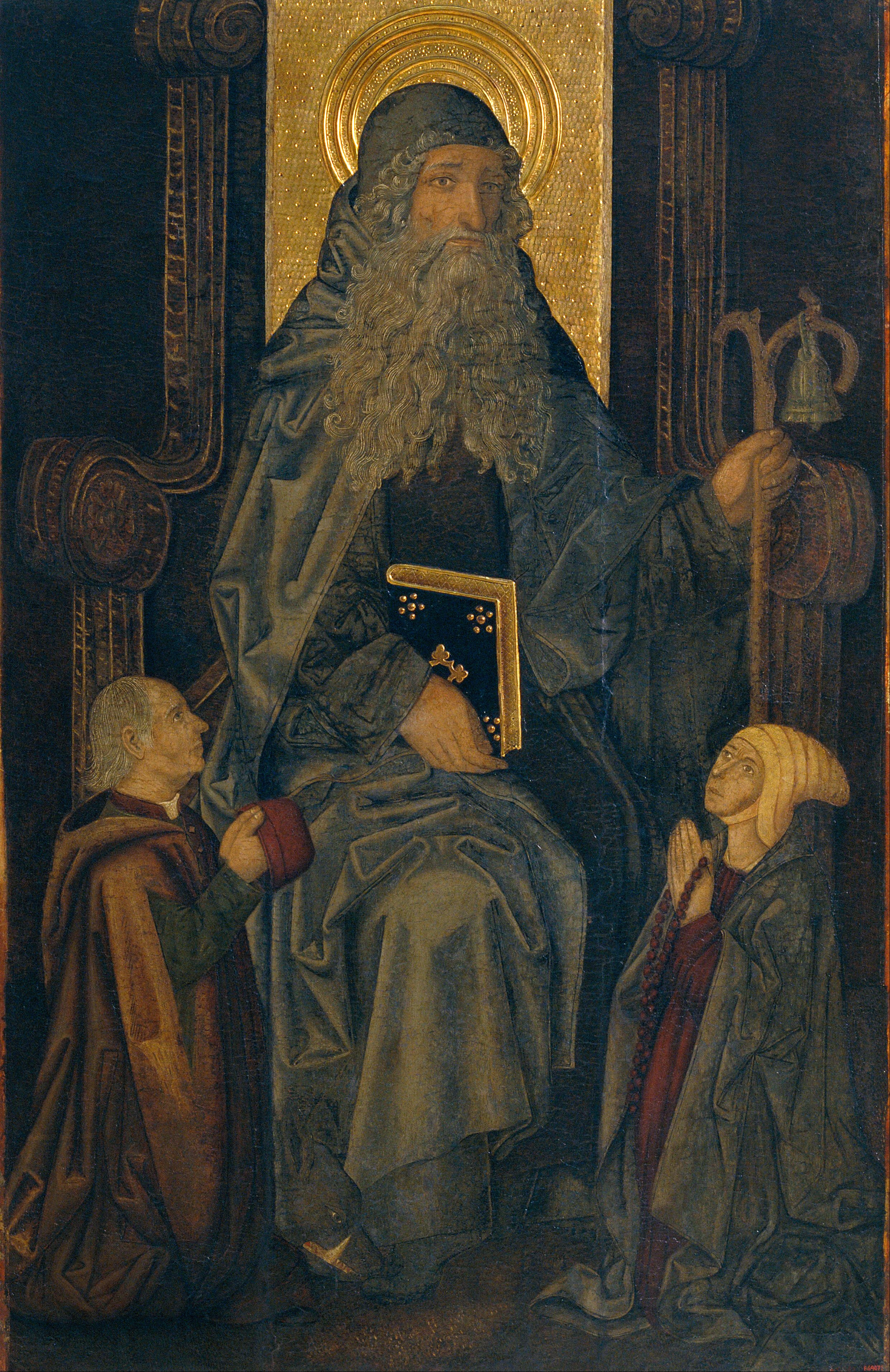
修道院長聖アントニウスと寄進者 カタルーニャ国立美術館
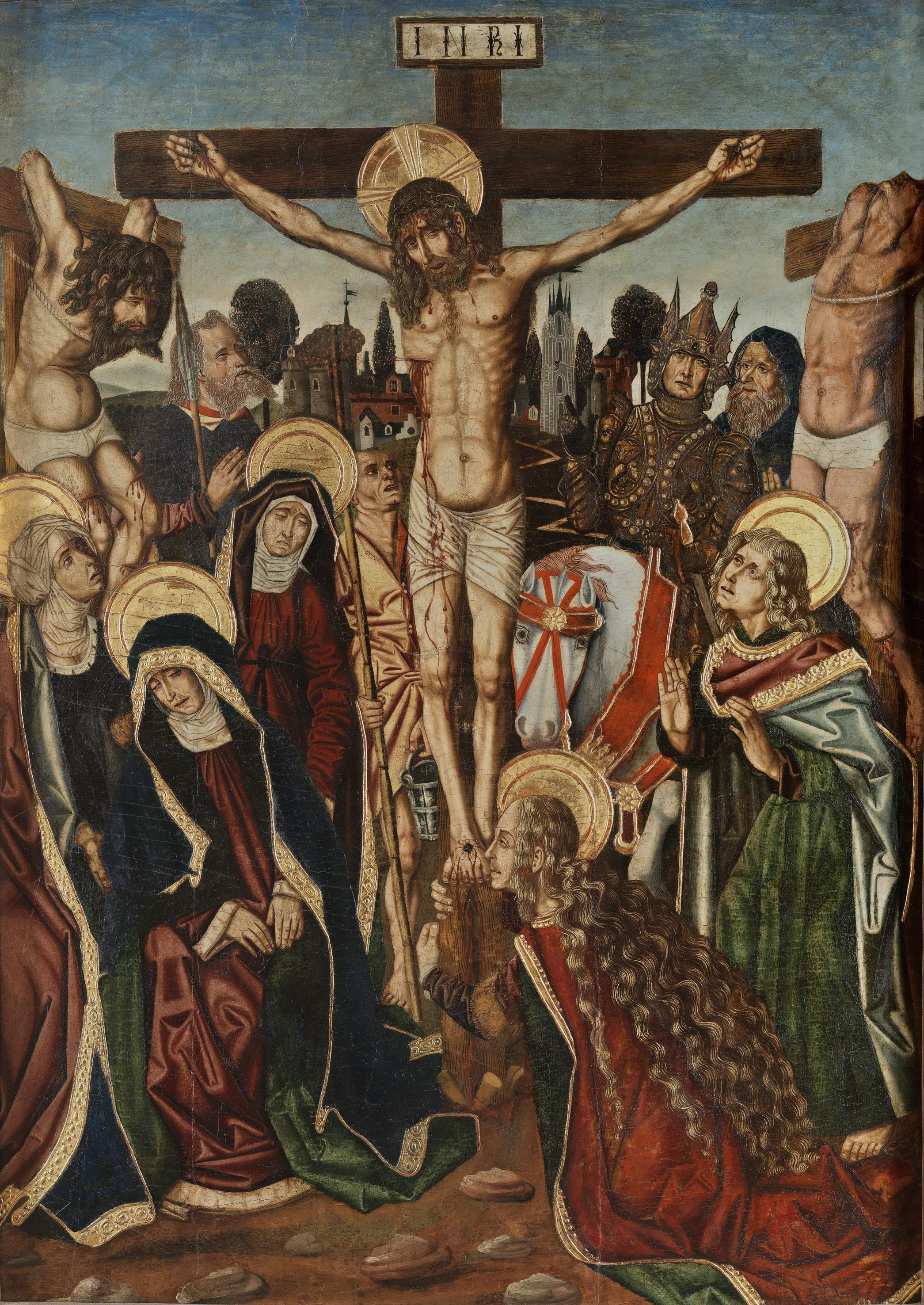
十字架のキリスト（c.1480) プラド美術館
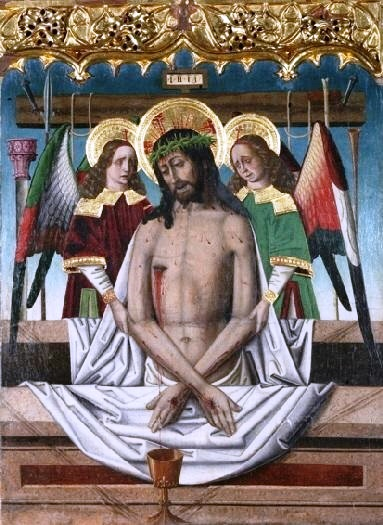
Miguel Ximénezとベルナトの工房作品「イエス・キリスト、悲しみの人」 ウエスカ美術館